# Vorstelijk landgraafschap Klettgau
Klettgau was een tot de Zwabische Kreits behorend landgraafschap binnen het Heilige Roomse Rijk.
De Klettgau is van oorsprong een Karolingisch graafschap. Bezitters van het graafschap waren achtereenvolgens de graven van Lenzburg, de graven van Stühlingen en de heren en graven van Küssaburg. De heren van Küssaburg stierven in 1245 uit.
Omstreeks dezelfde tijd kwam het graafschap Balm, dat zich los wist te maken van het landgraafschap aan de graven van Regensberg. De graven van Regensberg verkochten Balm in 1292 aan Rudolf van Habsburg-Laufenburg. Koning Frederik de Schone beleende de zoon van Rudolf, Johan, met het keizerlijke landgerecht in de Klettgau.
Onder de Habsburgers werd Balm in 1310 aan de familie Regensburg verkocht. In 1319 werden de burcht en de stad Kaiserstuhl met Hohentengen aan het bisdom Konstanz verkocht.
De laatste landgraaf uit het huis Habsburg stierf in 1408. Zijn erfgenaam was graaf Rudolf III van Sulz, die gehuwd was met Ursula van Habsburg-Laufenburg. Zijn zoon Alwig X huwde Verena van Brandis, die erfgename was van de heerlijkheden Vaduz en Blumenegg. Hun zoon Rudolf V erfde deze heerlijkheden in 1507.
In deze tijd ontstond er een gewapend conflict met de rijksstad Schaffhausen. Tijdens deze strijd trad Schaffhausen in 1453 toe tot de Eedgenoten om Zwitserse steun te krijgen. In 1457 gingen Neukirch en Hallau onder voorbehoud van de landgrafelijke rechten aan het bisdom Konstanz verloren.
Na de dood van Alwig II in 1572 deelen zijn zonen de bezittingen:
- Karel Lodewijk kreeg de Klettgau
- Rudolf kreeg Vaduz (1614 verkocht aan het graafschap Hohenems) en Blumenegg (1616 verkocht aan de abdij Weingarten).

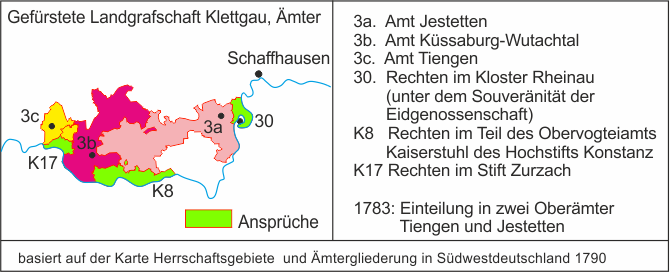
amten van het vorstelijk landgtraafschap Klettga

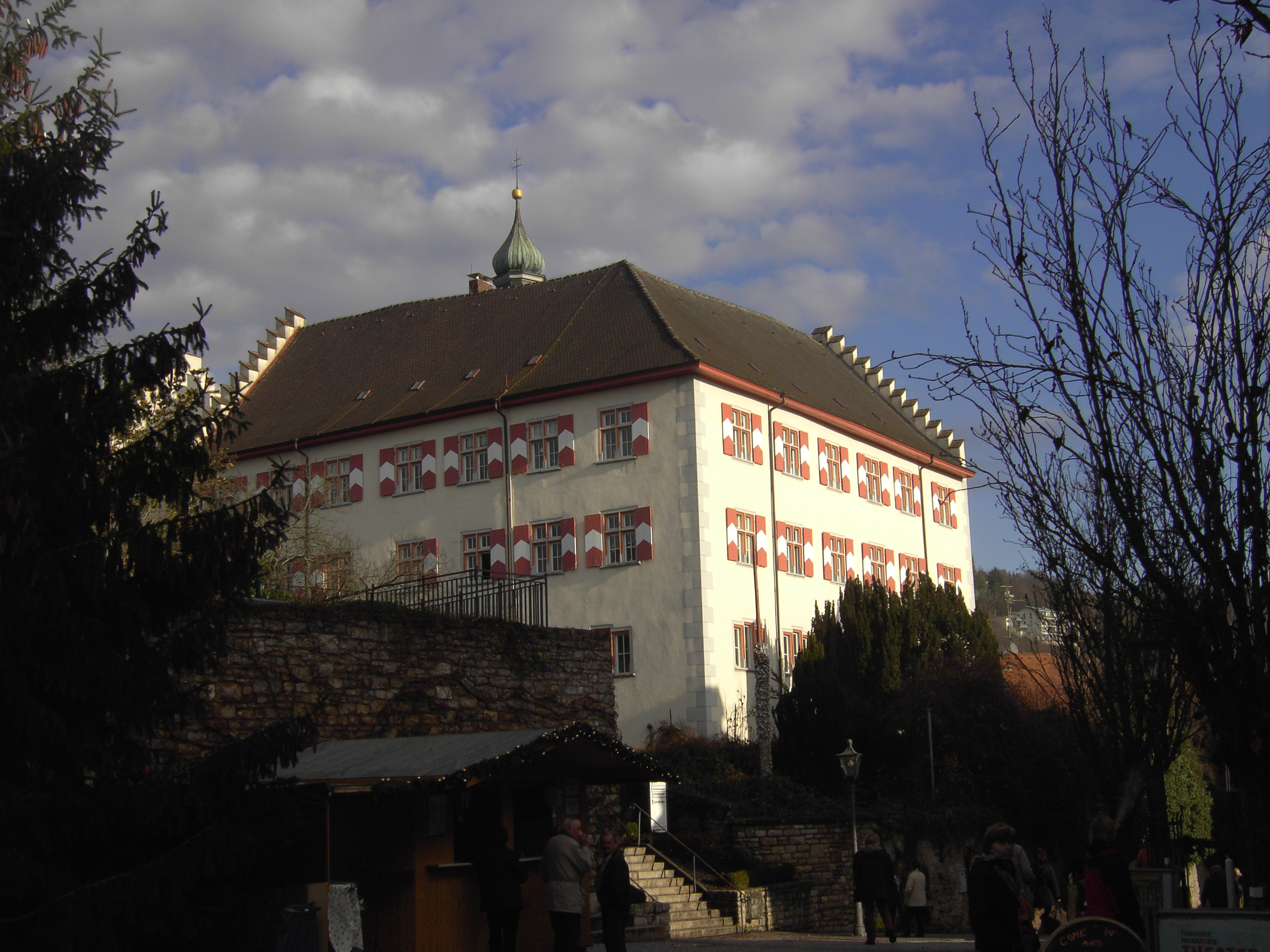
Slot Tiengen in de Klettgau

In 1651 ging het halsgerecht over Rafz en de omringende dorpen over aan het kanton Zürich en in 1656 de Boven-Klettgau aan het kanton Schaffhausen. Sindsdien wordt de in 1482 van het bisdom Konstanz gepande stad Tiengen tot de Klettgau gerekend.
In Tiengen was het bestuur gevestigd van het (vorstelijk) graafschap Klettgau en de heerlijkheden Tiengen, Küssaburg en Wutental.
In 1687 stierven de graven van Sulz uit en kwam het landgraafschap aan de schoonzoon van de laatste graaf: vorst Ferdinand van Schwarzenberg. Op 20 juli 1689 wordt het landgraafschap Klettgau verheven tot vorstelijk landgraafschap.
Artikel 24 van de Rijnbondakte van 12 juli 1806 stelt het graafschap Tiengen en het vorstelijk graafschap Klettgau onder de soevereiniteit van het groothertogdom Baden: de mediatisering.
Regenten
| regering     | naam                      | geboren    | overleden  | familie                       |
| ------------ | ------------------------- | ---------- | ---------- | ----------------------------- |
| 1405-1431    | Rudolf III                | circa 1393 | 1439       |                               |
| 1431-1493    | Alwig X                   | 1417       | 5-2-1493   | zoon                          |
| 1493-1535    | Rudolf V                  |            | 5-10-1535  | zoon                          |
| 1535-1566    | Johan Lodewijk I          | circa 1500 | 1566       | zoon                          |
| 1566-1572    | Alwig II                  | 1527/30    | 4-1-1572   | zoon                          |
| 1572-1590    | Karel Lodewijk I          | 9-7-1560   | 29-9-1616  | zoon                          |
| 1590-1632    | Alwig VII                 | 12-12-1586 | 9-3-1632   | zoon                          |
| 1590-1648    | Karel Lodewijk Ernst      | 13-9-1596  | 16-4-1648  | broer                         |
| 1648-1650    | Ulrich                    | 13-6-1619  | 9-11-1650  | zoon van Alwig VII            |
| 1648/50-1687 | Johan Lodewijk II         | 23-10-1626 | 21-8-1687  | zoon van Karel Lodewijk Ernst |
| 1687-1703    | Ferdinand Willem Eusebius | 2-4-1652   | 22-10-1703 | schoonzoon                    |
| 1703-1732    | Adam Frans Karel          | 25-9-1680  | 11-6-1732  | zoon                          |
| 1732-1782    | Jozef Adam                | 15-12-1722 | 17-2-1782  | zoon                          |
| 1782-1789    | Johan                     | 3-7-1742   | 5-11-1789  | zoon                          |
| 1789-1806    | Jozef                     | 27-6-1769  | 19-12-1833 | zoon                          |